# 西班牙征服印加帝国
西班牙征服印加帝国，是西班牙殖民美洲的过程中最重要的战役之一。1532年，169个由法蘭西斯克·皮澤洛率领的西班牙士兵和土著盟邦士兵在经过数年准备和作战后，在卡哈馬卡战役中俘虏了薩帕·印卡阿塔瓦尔帕。印加帝国灭亡后，另外一场为期数十年的战役随即展开，最终西班牙人在战役中取得胜利，建立秘鲁总督区，新印加王国灭亡。战役结束后，西班牙人在今日的智利和哥伦比亚展开另外两场后继战役，并且向亞馬遜盆地发展。

## 西班牙入侵之际的印加

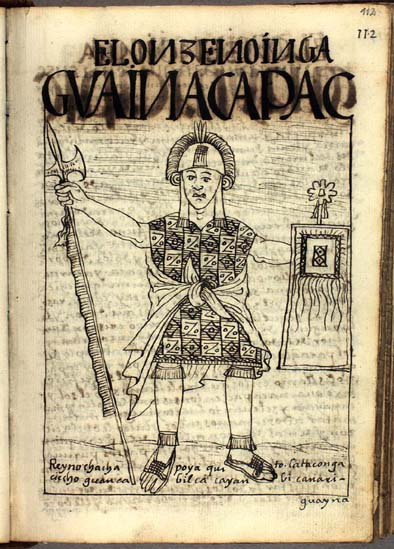
瓦伊纳·卡帕克，印加历史上最杰出的君主之一

西班牙人在1528年到达印加帝国边界时，印加已经有规模可观的版图。印加的边界，北起位于今哥伦比亚南部的Ancs Maya（意为蓝河，今帕蒂亞河），南至位于今智利的馬烏萊河，西临太平洋海岸，东达亚马逊丛林的边缘，印加的版图囊括了地球上最多山的地区。印加的面积在不到一个世纪内，由1448年的400,000平方公里，增加到1528年的1,800,000平方公里。印加有多种不同文化的臣民，所以各地由地方酋长管治，而这些酋长又由印加官员监督。不过，印加各个区域都直接向皇帝负责，由皇帝控制。学者估计印加人口达16,000,000。
部分学者认为，印加在西班牙人到来之前就已经处于衰落。1528年在位的印加君主是瓦伊納·卡帕克。他的家族谱系可以追溯到传说中来自Pacariqtambo洞穴的印加开国君主曼科·卡帕克。
更为重要的是，瓦伊納·卡帕克是两位前任君主的后裔：他是圖帕克·印卡·尤潘基的儿子，帕查庫特克的孙子。印加在帕查庫特克在位期间，开始以庫斯科为基地，征服周边地区，进行扩张。瓦伊納·卡帕克继位后，继续推行扩张政策，派兵征服今日属于厄瓜多尔的地区。此外，他也在在位期间，镇压了数场叛乱。卡帕克驾崩时，他的合法性和权力是不容置疑的。然而，扩张政策为印加带来了问题。很多被印加征服的地区仍然保留自己的文化身份，对印加君主来说，是难以驾驭的臣民。辽阔的版图、崎岖的地形、落后的技术也增加了管理印加的困难。
瓦伊納·卡帕克的儿子对印加历史也产生了极大影响力。瓦斯卡爾和阿塔瓦爾帕，是他最具影响力的儿子。瓦斯卡爾为皇后钦查·奥克略所出，是合法儿子。而阿塔瓦爾帕，则为基多一名公主所出，是非法儿子。两人在印加末年扮演了重要角色。
在瓦斯卡爾和阿塔瓦爾帕之间因为继位问题爆发的内战，对西班牙人皮澤洛极其有利。阿塔瓦爾帕曾随父亲到北方征服厄瓜多尔，所以他在父亲身边渡过的时间较长，与军队、将领的关系较好。1528年，国王瓦伊納·卡帕克和皇太子尼南·库尤奇突然因病逝世。卡帕克在驾崩前并未选出新一个皇位继承人。在父亲病逝时，瓦斯卡爾在首都庫斯科，而阿塔瓦爾帕则在基多。瓦斯卡爾在父亲驾崩后随即在首都自封为薩帕·印卡，而驻扎在基多的军队主力，则宣布效忠阿塔瓦爾帕。结果，印加内战全面爆发。

## 印加内战

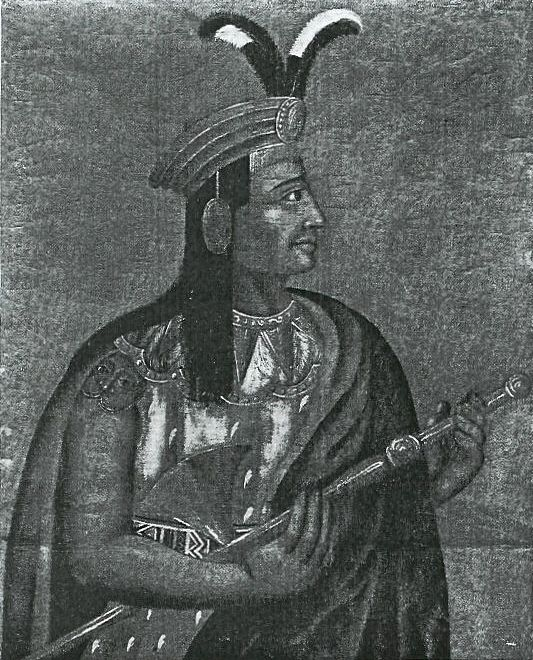
阿塔瓦尔帕

阿塔瓦爾帕与瓦斯卡爾之间的内战，在短时间内削弱了印加抵抗西班牙征服的能力。不过，即使印加内部没有出现冲突，其克服长期不利因素，如疾病的能力也令人怀疑。而且，印加军队的武器装备，和拥有马匹、铁甲、刀剑、大炮、火枪的西班牙军队相比，非常落后。争夺王位的两兄弟中，阿塔瓦爾帕比较受到民众和军队欢迎，他以最近才纳入印加版图的基多为基地。两人都拥有各自的势力范围，阿塔瓦爾帕盘踞北部省份，而瓦斯卡爾则掌控首都地区和南部，包括的的喀喀湖周边地域在内的大片领土。内战在兩人採取了一系列外交姿態后，全面爆发。瓦斯卡爾一开始以为自己能在短期内结束战争，因為他的部队在圖米班巴俘虏了庆祝节日的阿塔瓦爾帕。然而，阿塔瓦爾帕很快就逃离了監禁他的地方，逃往基多。阿塔瓦爾帕在當地集結了3萬個士兵。瓦斯卡爾雖然拥有與他相當的兵力，但是瓦斯卡爾他的士兵和阿塔瓦爾帕的士兵相比，缺乏作戰經驗。阿塔瓦爾帕派出手下查爾庫奇馬和基斯基斯率军南下。两人率领的军队势如破竹，取得了一连串胜利，很快攻到了首都庫斯科城门外。在第一天的战斗中，瓦斯卡爾的守军取得了优势。但是，瓦斯卡爾在第二天发起了一次“突袭”，结果被早有准备的查爾庫奇馬和基斯基斯军队击退。瓦斯卡爾在随后的战斗中被俘，守军彻底瓦解。查爾庫奇馬和基斯基斯在取胜后随即派出海螺信使（Chasqui），将消息通知身处卡哈馬卡郊区的阿塔瓦爾帕。皮澤洛在信使抵达卡哈馬卡的同一日，率领一小群探险家和印第安盟邦士兵翻过安地斯山脈开入卡哈馬卡市内。

## 西班牙入侵

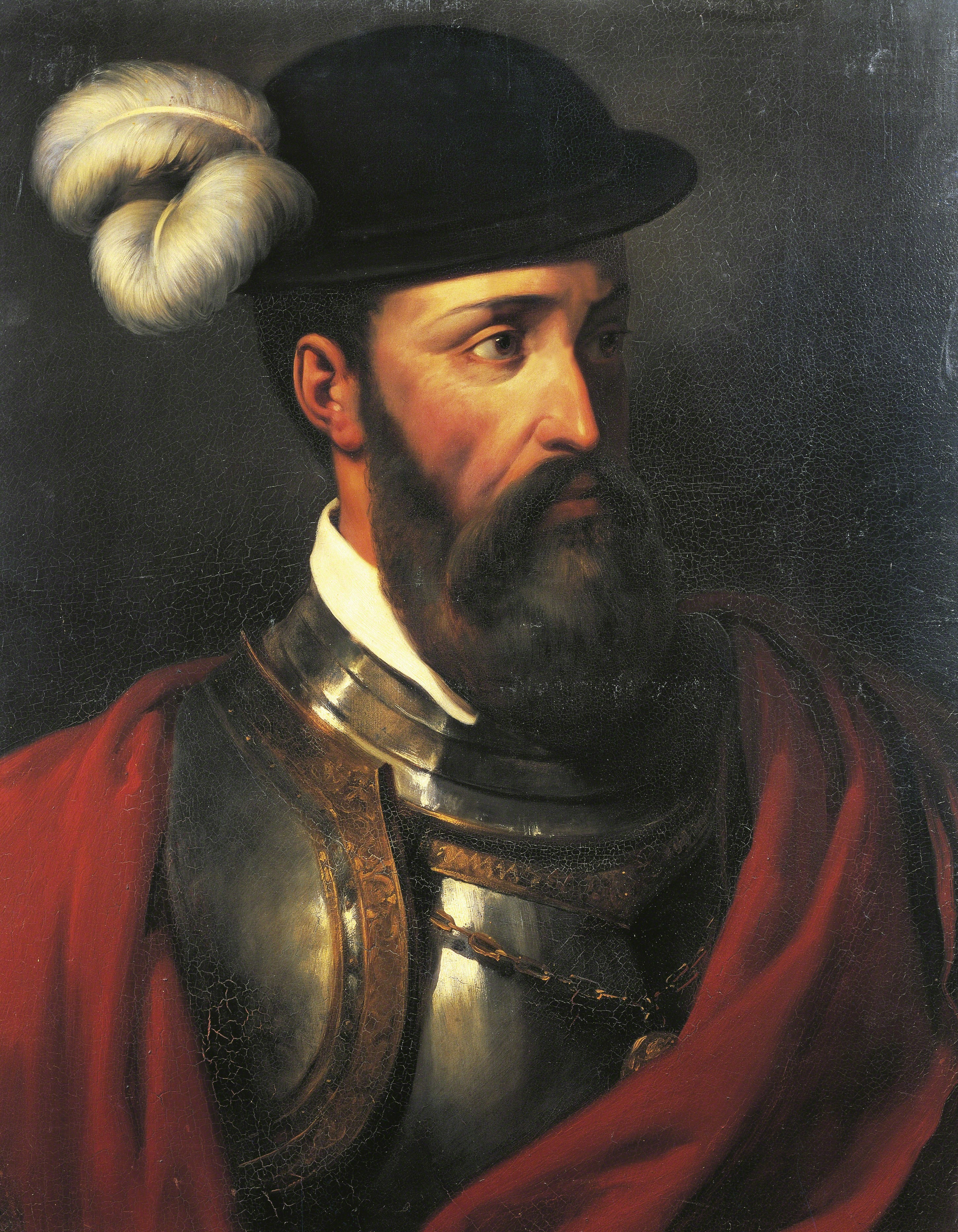
弗朗西斯科·皮萨罗

皮澤洛和他的兄弟受印加的财富所吸引，和数个世纪以来的移民一样，离开贫穷的故乡埃斯特雷马杜拉。
1529年，西班牙君主批准了皮澤洛征服秘鲁。历史学家劳尔·波拉斯·巴雷内切亚认为，“秘鲁”并非克丘亞語或者加勒比西班牙语（Español caribeño）词汇，而是一个印第安-西班牙语词汇，或者是说，混种词。皮澤洛并不知道的是，在他游说西班牙政府的同时，他准备征服的敌人已经被瘟疫削弱，而这些瘟疫，则是西班牙人之前传入美洲大陆的。皮澤洛在1532年抵达秘鲁时发现，当地和五年前相比发生了很大的改变。皮澤洛在登陆时发现，通贝斯已经变成废墟。他从两个通晓西班牙文的男童处得知，印加爆发了内战和瘟疫。
皮澤洛在进行了四次长期远征后，建立了第一个西班牙聚居点，圣米格尔·坦加拉拉（今皮乌拉）。
首先见到皮澤洛的土著视他为神明（Viracocha Cuna）。这些土著向印加人形容了西班牙人高大的身材、满面的胡须、遮掩全身的衣着。土著也向印加人描述了西班牙人的刀剑和西班牙人运用刀剑杀死羊的方法。土著同时间向印加人透露，西班牙人不食人肉，而是食烹熟的羊肉、鸭肉、鸽肉和鹿肉。阿塔瓦爾帕为西班牙白人具有的能力感到担忧。如果西班牙人是灾星（Runa Quicachac），他就应该出逃，如果西班牙人是福星（Runa Allichac），他就不应该出逃，反而要迎接西班牙人。土著随后返回坦加拉拉，同行者有阿塔瓦爾帕的翻译，讲奥热杨文的战士钦奎因查拉。钦奎因查拉在接触了西班牙人一段时间后，回到印加，向阿塔瓦爾帕报告有关西班牙人的资讯。钦奎因查拉认为西班牙人并非神明，因为他看见西班牙人要饮食、穿衣，而且并不是不近女色。他也看不到西班牙人创造奇迹。他告诉阿塔瓦爾帕，西班牙人的人数很少，只有170到180人，还有一些用“铁绳”绑住的印第安人。他还建议阿塔瓦爾帕在西班牙人睡觉时，烧死西班牙人，因为西班牙人是抢掠一切的盗贼和恶魔（Supai Cuna）。
此时皮澤洛旗下有168人，当中106人是步兵，62人是骑兵。皮澤洛命令队长埃尔南多·德·索托到阿塔瓦爾帕处，邀请阿塔瓦爾帕与他会面。索托骑着阿塔瓦爾帕从未见过的马，前去与阿塔瓦爾帕会面。索托透过翻译对阿塔瓦爾帕发表演说，称自己是天主的仆人，前来向他们传播福音。索托又说，他与他沟通是为了奠立和睦、友谊和应该存在的永久和平的基础，阿塔瓦爾帕因此可以接待他们，并且聆听西班牙的神圣法律，令所有印加臣民学习法律，接受法律，这对他们来说，是最大的荣誉、利益和救赎。阿塔瓦爾帕在法蘭西斯克·皮澤洛的兄弟埃尔南多·皮澤洛（Hernando Pizarro）到来后才回应西班牙人。阿塔瓦爾帕对皮澤洛说，他的探子回报，他的人马在沿岸地区屠杀奴役了无数印第安人。皮澤洛回应说自己没有做过这种事。阿塔瓦爾帕最后因为所得资讯有限，结束了话题。双方同意次日在卡哈馬卡会面。

## 俘虏阿塔瓦爾帕

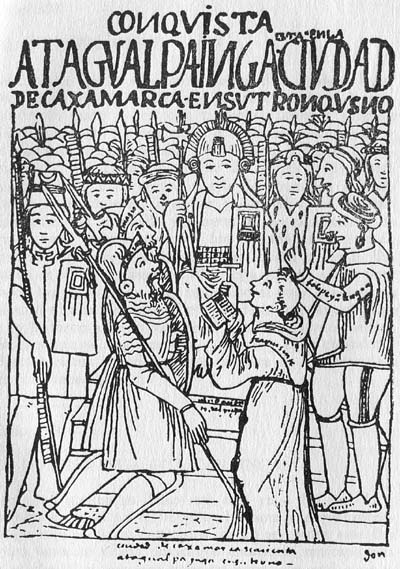
阿塔瓦尔帕和皮萨罗会面

次日早晨，皮澤洛用自己的士兵包围双方见面的广场。阿塔瓦爾帕与7,000名士兵、随行人员一起步入广场后，道明会修士文森特·德·巴尔韦德随即透过翻译向阿塔瓦爾帕宣讲天主教教义，不过，翻译的程度不足以应付这一任务。除此之外，巴尔韦德还谈及了印加国土上的西班牙人。最后，巴尔韦德向阿塔瓦爾帕递出圣经，希望他和他的臣民立即改信天主教，否则就会被教会和西班牙视为敌人。

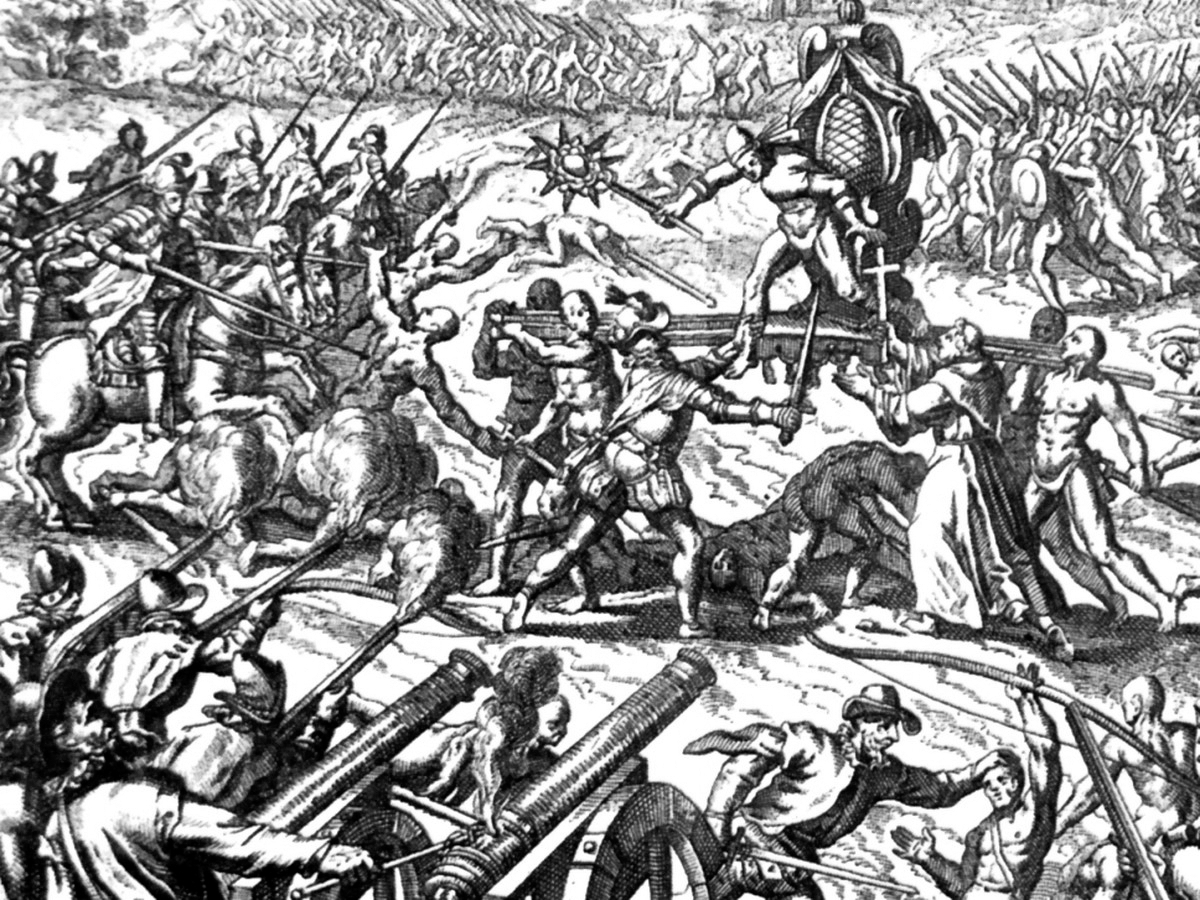
卡哈马卡之战

阿塔瓦爾帕表示，他不向任何人称臣，他们没有权力强迫他改信基督教。按照流行的说法，巴尔韦德指着圣经对他说，里面包含了上帝的话语，然后将圣经递给了阿塔瓦爾帕。阿塔瓦爾帕将圣经捧到耳边，说“为何它没有对我说话？”，就将这个前所未见的物体丢到了一边。卡哈馬卡战役（Batalla de Cajamarca）就此在1532年11月16日爆发。
西班牙士兵在收到信号后，立即向印加人群一齐射击，然后，他们又一致冲向印加人。皮澤洛发起的突袭威力巨大，印加人毫无还手之力。有2,000名印加人在事件中丧生，而皮澤洛一方仅有五人阵亡。有人因此称事件为屠杀，而非战役。曾经参加战斗的西班牙士兵对其他人称，对印加人而言闻所未闻的马匹和枪炮在战役中发挥了重要作用。除此之外，他们还装备有铁剑和铁甲，而印加人只有皮甲和兽骨矛。西班牙人在挤满印加人的广场周围部署了四门大炮。袭击的首要目标是印加君主和印加指挥官，他们一旦被杀被俘，印加军队的指挥架构就会产生混乱。
数量稀少的西班牙部队之所以能够击败人数众多的印加大军，是因为西班牙拥有骑兵和枪炮，而印加相对而言，只有落后的武器。而且，印加君主几乎完全掌控了军队的指挥权，所以，印加君主一旦被俘，印加的军队就会陷入瘫痪一段时间。
印加的主力部队在庫斯科地区，由最受君主信任的将军基斯基斯和查尔库奇马指挥。对印加人而言，这是一个劣势。印加迅速毁灭，很大程度是因为缺乏自信和虚张声势，掩饰恐惧。主要观点认为，印加为西班牙击败，是因为武器装备落后、采用正面战术、染上欧洲传入的疾病、内部局势动荡。而且，西班牙采用了优于对手的战术，俘虏了对手的君主。有学者认为，西班牙人的盔甲虽然能够抵挡安第斯山脉的土著的武器，但是，不能完全抵挡印加人的武器，如釘錘、棍棒和弹弓。西班牙人被迫在后继的冲突，如阿劳卡尼亚战争中与土著结盟。
皮澤洛俘虏阿塔瓦爾帕后，迫使后者命令下属撤退。阿塔瓦爾帕提出用一房间的黄金和两房间的白银来换取自己的自由。皮澤洛表面上答应了他，但实际上没有准备释放他。他要继续囚禁阿塔瓦爾帕，通过他来操控印加将军。据说阿塔瓦爾帕在此期间学会了下国际象棋。赎金在1532年12月20日开始，由印加首都不断运到卡哈馬卡。到了次年5月3日，赎金全部到齐。所有黄金白银都经过提炼融化，做成条状。
有部分历史学家认为，阿塔瓦爾帕担心自己的兄弟瓦斯卡爾会和西班牙人合作，令自己变得没有利用价值，被人处决，就首先命令处决了自己的兄弟。另外一些历史学家则声称，他的兄弟在前一场战役中已经阵亡。也有历史学家认为，他的兄弟在西班牙人抵达之前就已经死去了。
最后，西班牙人要决定如何处置阿塔瓦爾帕。皮澤洛和索托都反对处决阿塔瓦爾帕。西班牙人从土著翻译Felipillo处得知，阿塔瓦爾帕的战士已经埋伏在四周，准备发动突袭。索托带领一小队士兵离开营地，寻找准备突袭的印加战士。其余的西班牙人在他离开的时候，审判阿塔瓦爾帕。他被控一夫多妻、与姊妹结婚、杀害兄弟、崇拜偶像，违反天主教教义。部分人反对审判处死阿塔瓦爾帕，因为他是一国之君，应该由地位同等的西班牙君主审判。阿塔瓦爾帕为免被杀，接受洗礼，讽刺的是，教名和皮澤洛一样，都是法兰西斯克。1533年8月29日，阿塔瓦爾帕以基督徒的身份被西班牙人通过螺旋绞刑（Garrote）的方式处决。他被葬于当地教堂墓园，不过尸骨很快就被人掘走。索托返回营地后，相当气愤，因为根本没有埋伏战士的踪影。

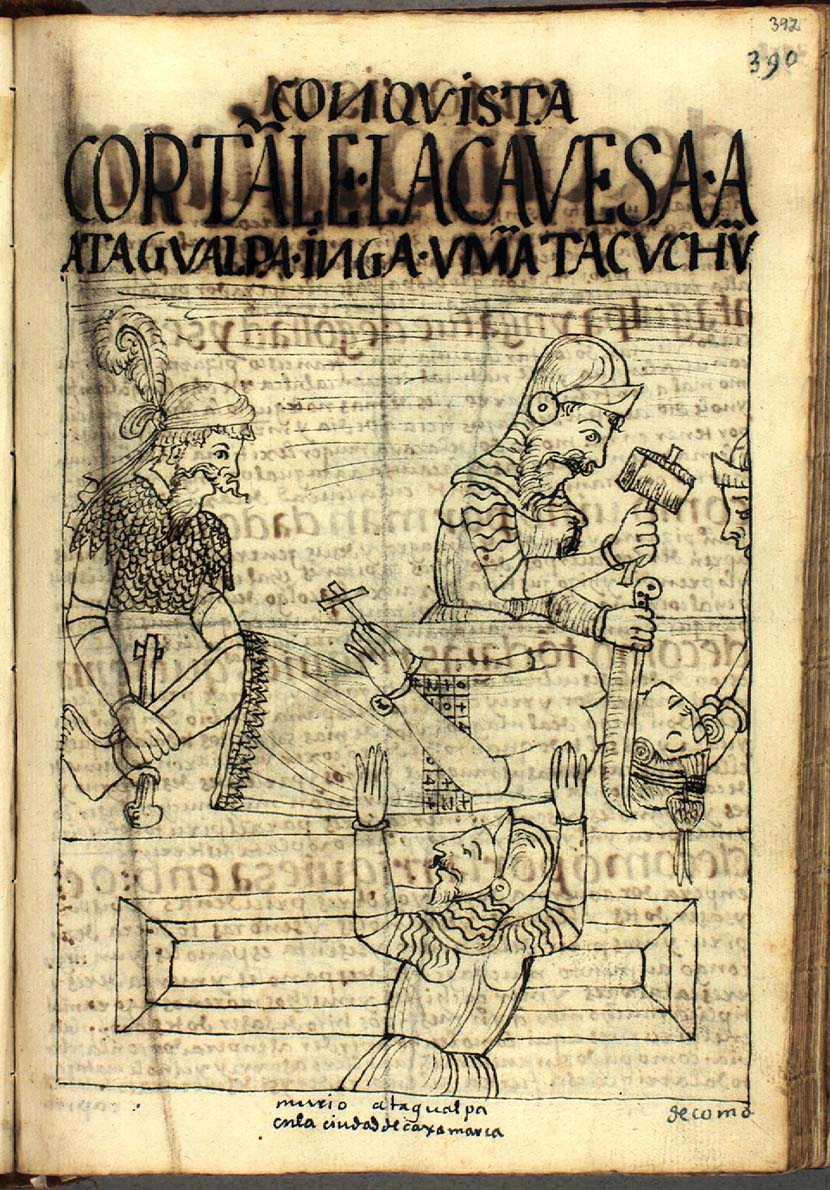
西班牙人处决阿塔瓦尔帕

西班牙部队在处决阿塔瓦爾帕后，南下印加首都。西班牙军队在11月攻陷城市，大肆搜刮掠奪，并且拷打居民，以寻出更多黄金白银。
皮澤洛的副将塞巴斯蒂安·德·贝拉尔卡萨尔率领140名士兵和几名骑兵离开大队伍，前去征服厄瓜多尔。贝拉尔卡萨尔的队伍在钦博拉索山山脚，今里奧班巴附近地区，与印加将军卢米尼亚维的部队发生遭遇战。西班牙军队在卡达利部族的协助下击败了对方。卢米尼亚维随后退入基多。贝拉尔卡萨尔在追击印加军队时，遇上了佩德羅·德·阿爾瓦拉多的队伍。阿爾瓦拉多是危地马拉总督，因为厌倦政务，未经批准就率领一支规模可观的部队，擅自在厄瓜多尔登陆，向内陆山脉前进。此后，阿爾瓦拉多的士兵大部分都加入了贝拉尔卡萨尔的队伍，攻打基多。

## 叛乱

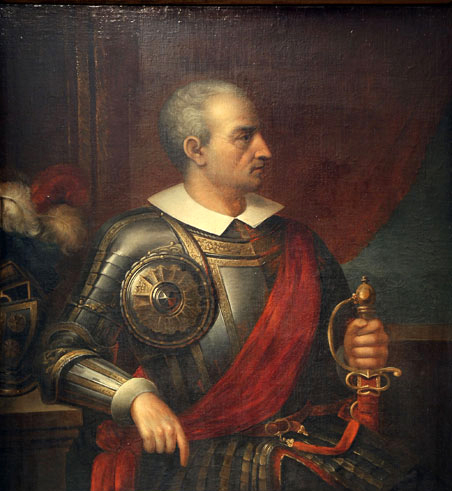
迭戈·德·阿尔马格罗

印加局势很快走下坡。所有事物都开始分离崩析。各地爆发了叛乱，部分叛军加入了西班牙军队，对抗昔日的主子。也有很多部落被人征服、说服，加入印加一方。
西班牙人将阿塔瓦爾帕的另一个兄弟图帕克·瓦尔帕扶上皇位。但这个傀儡很快就去世了，继位者是曼科·印卡·尤潘基。曼科·印卡一开始和西班牙人合作，在印加南部受到臣民尊敬。不过，北部地区的局势动荡不安，阿塔瓦爾帕的余部在当地集结部队。西班牙人再无人质能迫使印加军队，不发动进攻。印加人对西班牙人造成了一定的打击。不过，西班牙人最终还是重新攻占了基多，镇压了北部的有组织叛乱。
1535年，本来与西班牙人合作的曼科·印卡，在皮澤洛本人离开时，因为受到皮澤洛的兄弟不公对待，发动叛乱。他在尤凯举行宗教仪式时，趁机逃往庫斯科。
原本是皮澤洛部下的迭戈·德·阿尔马格罗在探索了智利之后，失望地而回，他发现当地的富裕程度，比不上秘鲁。他决定夺走西班牙国王查理一世赐给皮澤洛的库斯科。曼科·印加希望能够运用西班牙人内部的矛盾并且重夺庫斯科。库斯科围城战（Sitio del Cuzco）因此爆发。曼科·印卡的士兵设法击退了三队来自利马的西班牙救援部队，不过最终都未能攻克该城。曼科·印卡失败的原因之一是因为他并未得到所有臣民的完全支持，而且，他的士兵士气低落，武器也不及西班牙人先进。曼科·印卡在围城十个月后，放弃计划，退到奥兰泰坦博。阿爾瑪格羅随后带领援军赶到库斯科，占领了城市。他的派系因此控制了库斯科，并且囚禁了皮澤洛的兄弟。
曼科·印卡在撤退到奥兰泰坦博后，在一段时间内，继续进攻西班牙军队，曾在正面战中，击败过西班牙军队。后来他继续退到比尔卡班巴，在当地建立新印加王国并坚守了几十年。其子圖帕克·阿馬魯最后兵败被俘，在1572年为西班牙人所处决。西班牙人拆毁了库斯科的所有印加建筑，在废墟上建造了另一座西班牙城市，并且继续殖民、开发前印加地区。

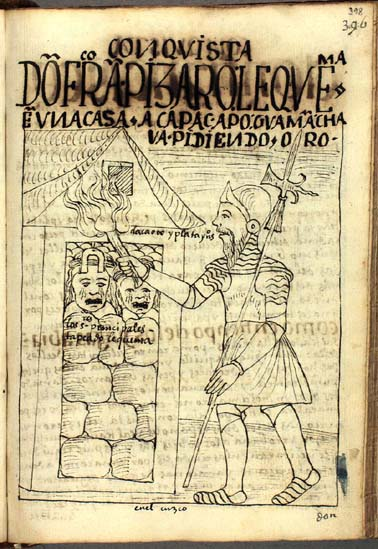
印加人受火刑

征服印加过程，前后历时四十年。很多印加人都试图反抗，但都没有成功。西班牙人依靠残酷、勇气、狡猾，以及天花和印第安人之间的文化差异征服了印加。西班牙人摧毁了所有的印加文化，并且将西班牙文化带到当地取而代之。

## 后事
阿爾瑪格羅在西班牙人内部的漫长内战中被杀。阿爾瑪格羅的追随者又在1541年杀死了皮澤洛复仇。西班牙人殖民秘鲁的脚步没有因为这场内战放缓。西班牙王室用上诉法院巩固了自己在殖民地的地位。西班牙人在1535年1月创立了秘鲁的政治中心利马。1542年，西班牙人建立了新卡斯提尔总督区（后更名为秘鲁总督区）。新总督区在弗朗西斯科·德·托莱多抵达后才开始组织完善。托莱多攻陷了新印加王国的首都和最后一个据点比尔卡班巴，并且处决了最后一位印加君主。他通过垄断商业，发展经济，并且兴建了波托西银矿，利用印加的徭役制度Mita，驱使印加人到银矿劳动。

## 影响

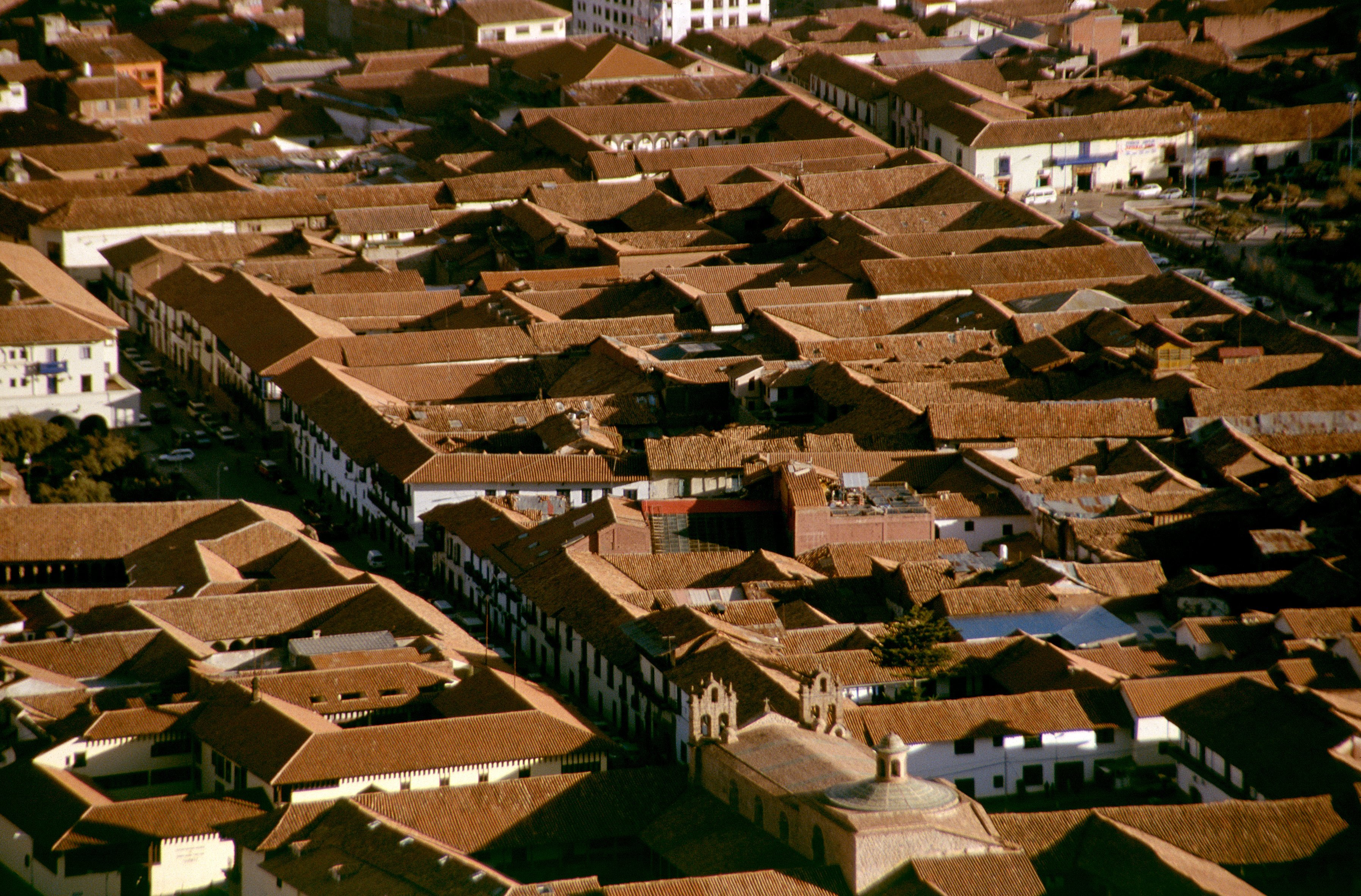
现代库斯科的殖民时代风格建筑

西班牙人到来，对南美原住民有极大的负面影响。印加人的人口下跌速度，比其他美洲原住民的人口下跌速度更加快。学者估计，印加人口下跌速度最高的中安第斯山脉地区，在1520年至1571年间，人口下跌比率达到54:1。
疾病是造成人口下跌的主要原因。西方人在不知不觉之间，将旧世界的疾病带到新世界。疾病对原住民所造成的打击，比战争所造成的打击深重。印加并没有阿兹特克、玛雅那样的书写传统，所以学者很难估计人口下跌的数字，也无从得知西班牙人到来后所发生的事件。不过，疾病显然在西班牙人进入印加地区之前，就开始蔓延了。出血性天花在1524年就进入了安第斯山脉地区。西班牙人的文献显示，疾病重创了原住民，导致原住民无力反抗。学界对16世纪20年代所出现的疾病，是否天花，仍然存在争议。一小部分学者认为，当时蔓延的疾病并非外来的天花，而是南美本土的卡里翁氏病。N. D. Cook在1981年发表的研究中声称，安第斯山脉的原住民的人口，在殖民时期遭三次单独下跌。第一次爆发的是天花，导致30%-50%的人病死。第二次爆发的是痲疹，又导致25%-30%的人病死。最后，天花和痲疹一起爆发，导致30%-60%的人病死。在三次爆发中病死的人，占原先人口的93%。
除此之外，西班牙人奴役、抢掠、破坏也造成了一定的人口下降。西班牙士兵強擄了成千土著女性。西班牙文献显示，土著是自愿成为仆从的。不过，有学者认为，这些人是受到死亡威胁后，才被迫成为仆从的。土著如果屈从西班牙人，为西班牙人劳动，就可以得到安全，如果进行抵抗，就会被西班牙人消灭。
西班牙人征服印加的另一个重要影响是使得基督宗教传入南美。很多土著被迫放弃原有信仰，改信“唯一的真正宗教”。西班牙传教士在印加帝国毁灭后，能够自由无阻地行动传播福音。整个大陆在一代人的时间内，就受到了基督教影响。

## 有关虚构作品
- 彼得·謝弗爵士的戏剧皇家猎日（The Royal Hunt of the Sun）。
- 马修·赖利（Matthew Reilly）的悬疑小说神庙（Temple）。

## 有关书籍
- Bauer, Brian S. . Latin American Antiquity. 1991, 2 (1): 7–26. JSTOR 971893. doi:10.2307/971893.
- Covey, R. Alan. . Latin American Antiquity. 2000, 11 (2): 119–138. JSTOR 971851. doi:10.2307/971851.
- de Betanzos, Juan; Hamilton, Roland; Buchanan, Dana. . Austin: University of Texas Press. 1996. ISBN 0-292-75560-0.
- Gibson, Charles. . The American Historical Review. 1978, 83 (1): 1–15. JSTOR 1865900. doi:10.2307/1865900.
- Hemming, John. . New York: Harcourt. 1970. ISBN 0-15-122560-5.
- Innes, Hammond. . New York: Alfred A. Knopf. 1969.
- Kubler, George. . The Hispanic American Historical Review. 1945, 25 (4): 413–427. JSTOR 2508231. doi:10.2307/2508231.
- Kubler, George. . The Hispanic American Historical Review. 1947, 27 (2): 189–203. JSTOR 2508415. doi:10.2307/2508415.
- Lovell, W. George. . Annals of the Association of American Geographers. 1992, 82 (3): 426–443. doi:10.1111/j.1467-8306.1992.tb01968.x.
- Macquarrie, Kim. . New York: Simon and Schuster. 2007. ISBN 978-0-7432-6049-7.
- Means, Philip A. . New York: Scribner. 1932.
- Newson, Linda A. . Latin American Research Review. 1985, 20 (3): 41–74. JSTOR 2503469.
- Seed, Patricia. . Latin American Research Review. 1991, 26 (1): 7–32.